# Vidrala

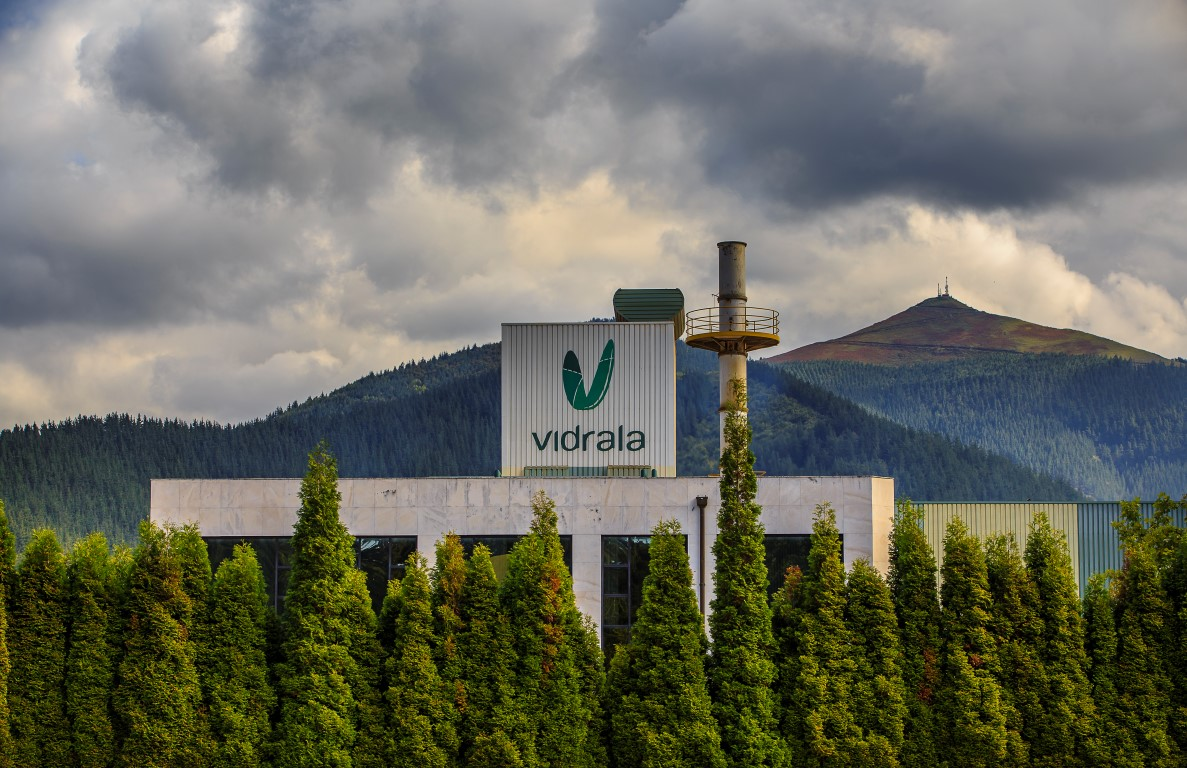
Hauptsitz

Vidrala (ursprünglich Vidrerías de Álava) ist ein spanischer Glasflaschenhersteller mit Sitz in Llodio im Baskenland. 2015 übernahm Vidrala Encirc Glass das Glasgeschäft des insolventen irischen Unternehmers Seán Quinn.

## Werke
- Spanien: Aiala Vidrio (Llodio), Crisnova Vidrio (Caudete), Castellar Vidrio (Castellar del Vallès)
- Portugal: Gallo Vidro, SB Vidros (Marinha Grande)
- Italien: Vidrala Italia (Corsico)
- Nordirland: Encirc Glass (Tonymore, Fermanagh)
- England: Encirc Glass (Elton, Cheshire)